# 嘉熙
嘉熙（1237年—1240年）是宋理宗趙昀的第四个年号。南宋使用这个年号共4年。

## 改元
- 端平三年——十二月十九日，有詔明年改元嘉熙。[2][3]
- 嘉熙四年——十月三日，有詔明年改元淳祐。[4][5][6]

## 紀年對照表
| 嘉熙 | 元年   | 二年   | 三年   | 四年   |
| ---- | ------ | ------ | ------ | ------ |
| 公元 | 1237年 | 1238年 | 1239年 | 1240年 |
| 干支 | 丁酉   | 戊戌   | 己亥   | 庚子   |

## 同期存在的其他政权年号
- 中國
  - 仁壽（1227年－1238年）：大理—段智祥之年號
  - 道隆（1239年－1251年）：大理—段祥興之年號
- 越南
  - 天應政平（1232年－1254年）：陳朝—陳太宗陳日煚之年號
- 日本
  - 嘉禎（1235年－1238年）：四條天皇之年號
  - 曆仁（1238年－1239年）：四條天皇之年號
  - 延應（1239年－1240年）：四條天皇之年號
  - 仁治（1240年－1243年）：四條天皇之年號

## 深入閱讀
- 李崇智. . 北京: 中華書局. 2004年12月. ISBN 7101025129.
- 鄧洪波.  (pdf). 臺北: 國立臺灣大學東亞經典與文化研究計劃. 2005年3月  [2021-11-21]. ISBN 9789860005189. （原始内容存档于2007-08-25）.

| 前一年號： 端平 | 南宋年號 | 下一年號： 淳祐 |